# Philichthyidae
Philichthyidae är en familj av kräftdjur. Philichthyidae ingår i ordningen Poecilostomatoida, klassen Maxillopoda, fylumet leddjur och riket djur. Enligt Catalogue of Life omfattar familjen Philichthyidae 10 arter. 
Kladogram enligt Catalogue of Life och Dyntaxa:
| Philichthyidae | \| \| Colobomatus \| \| \| \| \| \| Philichthys \| \| \| \| \| \| Sarcotaces \| \| \| \| |
|                | \| \| Colobomatus \| \| \| \| \| \| Philichthys \| \| \| \| \| \| Sarcotaces \| \| \| \| |
|                | Colobomatus                                                                              |
|                |                                                                                          |
|                | Philichthys                                                                              |
|                |                                                                                          |
|                | Sarcotaces                                                                               |
|                |                                                                                          |